# Xã Portland, Quận Cerro Gordo, Iowa
Xã Portland (tiếng Anh: Portland Township) là một xã thuộc quận Cerro Gordo, tiểu bang Iowa, Hoa Kỳ. Năm 2010, dân số của xã này là 295 người.